# Historieta en Colombia
La historieta o  cómic colombiano, popularmente conocida como caricaturas, monos o monachos, carece de una tradición continuada a lo largo del tiempo; de tal manera que su desarrollo ha sido intermitente, además de tardío. Daniel Rabanal justifica la precariedad de la historieta colombiana por:
- La inexistencia de un público potencial para las mismas, debido al tardío desarrollo de una cultura urbana, que vino a coincidir en el tiempo con la extensión de la TV.
- La falta de apoyo institucional.
- El menor coste del material importado.[1]

## Historia
En sus inicios consistió básicamente en una imitación del cómic estadounidense y mexicano que sirvió para familiarizar al público en esta peculiar forma de comunicación. Aunque lenta e intermitentemente, sólo empezó a desarrollarse a partir de los años 1960 con trabajos como los de Ernesto Franco, Carlos Garzón o Jorge Peña entre otros y posteriormente se le sumarían diversos dibujantes en las siguientes décadas. Pese a ello, la historieta colombiana ha sido relegada a la sombra en beneficio de la literatura y del humor gráfico (sobre todo de tipo político). La idea de que el cómic no es otra cosa que un escalón hacia la "literatura seria" ha hecho que se hayan perdido muchos años y talento. Además, como en muchas partes del mundo, una buena parte de los aficionados y creadores del momento se han entregado al estilo manga sin que su trabajo logre trascender la simple imitación. Actualmente, los creadores colombianos siguen luchando por encontrar una voz que los identifique entre las corrientes foráneas que los rodean.

### Orígenes (1924-1960)
En 1924 surge Mojicón, una adaptación de la tira estadounidense "Smitty" de Walter Berndt, publicada en el "Chicago Tribune-New York News Syndicate", a la que se considera el primer cómic colombiano. Su autor, Adolfo Samper, la publicaría en el periódico independiente Mundo al día hasta 1930. Con el tiempo, este mismo autor publicaría en 1943 otras historietas como Misiá Escopeta y Don Amacise con relativo éxito en el periódico independiente Sábado en la segunda sección. También se editan las revistas infantiles Chanchito (1933), El Fuete (1942), Merlín (1940), Michín (1945) y Pombo (1948).

### Un tardío desarrollo (1962-1978)
En los años sesenta, surgen nuevos autores como Ernesto Franco, célebre por su trabajo en la tira de prensa "Copetín", publicada desde 1962 hasta 1994 en el diario El Tiempo, la cual marcó un nuevo comienzo para las tiras cómicas nacionales porque tuvo una fuerte aceptación entre los lectores y quedaría marcada en la memoria colectiva del país al punto de convertirlo en el símbolo de la historieta nacional. En sus viñetas, Franco, se dedicaba a narrar la vida cotidiana de los habitantes de las calles de Bogotá desde el punto de vista de un gamín, término que designaba al niño habitante de calle de la época.
Por su parte, Carlos Garzón publicaría Calarcá (1969), una historieta inspirada en las narraciones coloniales que Fray Pedro Simón hizo del cacique indígena. Algunos años después, la tira dedicada al héroe indígena quedaría a cargo de Jorge Peña cuando Al Williamson reclute a Garzón para trabajar en el mercado estadounidense, donde llegaría a realizar series como la Star War (cómic) adaptación a historieta de Star Wars y Flash Gordon. Para esta última década, también se destacan personajes de origen autóctono creados por otros autores como La Gaitana (1970) de Serafín Díaz, Ibana de M. Puerta/Mc Cormic, Teniente Colombiano y El Castillo de los Frailes.

### Los ochenta y noventa
A finales de los años 1970 llegaría la tendencia del género underground gracias a publicaciones como Click! o Mala Compañía de los hermanos Campo, ambas revistas radicadas en la Ciudad de Cali. Esta nueva tendencia cambió el tono nacionalista histórico por trabajos de protesta urbana y ciencia ficción. Además, por primera vez se dan los primeros intentos por darle al medio nacional material teórico asociado al arte secuencial.
En los años ochenta se dieron varias iniciativas de publicación que impulsaron la creatividad de los autores colombianos. Primero a cargo de los periódicos de circulación nacional y regional y, sobre todo en los noventa, las publicaciones privadas.
- Los dos grandes periódicos nacionales, El Tiempo y El Espectador en Bogotá y El Mundo en Medellín y El Occidente y El Pueblo en Cali, dieron inicio a la difusión de historietas como Calarcá, Teniente Colombiano, Clubman, Balita (1980), entre otras. Se publica material independiente como La Tomata de la Embajada (1981) y El año espantoso de Jorge Duarte y la revista Los Monos (1981) del El Espectador, dirigida por Jorge Peña, cuna de muchos historietistas, publicará "La colonia", de Bernardo Ríos; Tukano, del propio Jorge Peña, o Las Aventuras de Gato 1995–98) de Daniel Rabanal, entre muchas otras obras. Asimismo el periódico el Universal de la ciudad de Cartagena publica Historia del Boxeo (1978), john sullivan, Galaxtica, Jesús y Calarcá el príncipe pijao, de autoría los guiones y dibujos de Fabián Tuñon Benzo. El mismo autor en 1990 publica El Nuevo Fútbol de Colombia, Joaquín Gutiérrez Orgullo de Colombia, Juan Pablo II el Papa viajero.

- En cuanto a las publicaciones de editoriales independientes, se destacan revistas como la ya citada Click! (1979-84) y W.C. (1986) esta última un esfuerzo de Fernando Mancera, Jorge Grosso y Bernardo Rincón. En los ochenta también empezaron a surgir grupos de difusión, exposición y enseñanza de la caricatura, el humor gráfico y la historieta como El Taller de Humor, en la aulas de la (Universidad Nacional de Colombia) y su fanzine Humorún (desde 1982, creado por Jorge Grosso y Bernardo Rincón), luego aparece el Cartel del Humor y se funda la Escuela Nacional de la Caricatura. Las publicaciones de corte universal que inundaron el mercado en sus principales ciudades. Son El Bus (1991) Acme Comics (1992), "TNT" (1994), Agente Naranja y Zape Pelele de 1993, Top Comics Internacional (1996) y Mara, entre otras. Entre 1995 y 1999 se imprime un número nunca antes visto de propuestas jóvenes que demuestran el gran nivel de interés y talento con el que cuenta el medio colombiano. Sin embargo, la falta de apoyo de las instituciones del Estado y la intolerancia de algunos autores, hicieron que esta época de bonanza llegara a su fin.

### A inicios del nuevo milenio
En el 2000 Fabián Tuñon Benzo crea Seguridad Ciudadana historieta que enseña a los vecinos de la comunidad a defenderse de la delincuencia y Pepito y Tilin No estamos solos, tema sobre Los Derechos de los Animales, ambas revistas patrocinadas por la Alcaldía de su ciudad natal Cartagena. El mismo año se inaugura la primera página web referente a la historieta en Colombia Museo Virtual de la Historieta Colombiana Archivado el 14 de agosto de 2004 en Wayback Machine. (Universidad Nacional de Colombia).
También es importante mencionar el aporte que espacios como el de la revista Shock, liderado por Pablo Guerra y la historieta de ciencia ficción y humor El Drake que le brindó a creadores nacionales nuevas opciones de difusión masiva desde principios del 2003, y el de la revista Piedepágina que, desde diciembre de 2004, en cada número presenta un cómic de Muyi Neira con un tema alrededor del mundo de los libros.
En ese mismo periodo, propuestas de tipo independiente como la revista ComicBuk de Cali, el Grupo Leyenda de Pereira, Teléfono 4, el colectivo Cara de Perro, la Editorial Culturas, entre muchos otros, le dieron un nuevo impulso al medio nacional. Por su parte, Rodolfo León creó en 2005 El Increíble Homo-Pater, un cómic sobre el Papa Juan Pablo II que con motivo de la muerte del sumo pontífice ha generado mucho interés entre la prensa pero poco respaldo por parte de los fanáticos de arte secuencial. También en 2005 se publicó la "Biblia Shock del Cómic" de Pablo Guerra: un texto especializado en el tema que vendió más de 80.000 unidades y fue considerado por la revista Pie De Página como uno de los 50 libros más importantes del año.
En Bucaramanga, en agosto de 2006, nació el Expocómic de Bucaramanga, evento artístico que expuso medios de expresión como la ilustración, caricatura, proyecciones de Cómics y escultura, en diferentes géneros y tendencias. junto con el apoyo del Instituto Municipal de Cultura y Turismo y la Casa de la Cultura Francisco Mantilla de los Ríos de Girón, se gestionó espacios de enseñanza, exploración y difusión del arte secuencial e ilustrativo. Desde el 2008 (Expocómic de Bucaramanga), expandió más sus espacios desarrollándose en el municipio de San Juan Girón, la 1.ª Muestra de Caricatura y cómic, como difusión cultural con las instituciones académicas y en Cartagena de indias en julio de 2009, apoyado por la Alcaldía distrital de la ciudad mencionada.
Por otro lado, en el 2007 nace el grupo de cómic llamado Dreamtales el cual propone publicaciones de cómic en formato digital con las historias de sus personajes Falom de Jaime Roa, el Jaguar de Camilo Tapias Torres, Euri de Hernando Diaz, Secta de Carlos Cañas y Wulf & Tormentor! de Felipe Uribe mostrando gran aceptación ante los lectores. Por otro lado, Dreamtales tuvo crossovers con empresas de cómic independiente estadounidense como Bluewater con los crossovers Falom /10th muse, Euri/Judo girl y Wulf & Tormentor!/Gearz, y Yunque Rojo con Secta/Penance de Dave Ryan. También, tuvo personajes invitados independientes como Minx, Shattered Soul y el Homo-Pater de Rodolfo León entre otros. 
En el mismo 2008, hacía finales del mes de julio surge el grupo Clan Nahualli y con este una propuesta de historieta en línea. Este grupo es fundado por Camilo Triana, Gio y Henry Díaz.
El arte secuencial de Bucaramanga en el 2009, manifestó nuevos personajes en la etapa de desarrollo visual entre dibujantes, diseñadores e ilustradores donde se resalta la gestión cultural del dibujante y Profesor Arlef Aparicio Padilla, director de Expocómic de Bucaramanga, la obra gráfica de Juan Felipe Salcedo, dibujante del proyecto de cómic Chehuahua, apoyado por la Warner Brothers, Pedro Méndez con el proyecto de semilleros de investigación del cómic (Ilusoria) y actuales espacios de proyectos académicos. Vaslak Rojas (Artefactoria), este último, creador a la vez de los inicios del desarrollo de cómic independiente en Bucaramanga, con la revista Primiparo, entre 1999 hasta el 2003, gracias a estos espacios editoriales nuevos talentos en la región se proyectaron a futuro, como en el caso del dibujante e ilustrador Barranquillero, Johan Arzuza.  
En 2009 surge "Virus Tropical", un cómic  autobiográfico de la artista Power Paola, seudónimo de Paola Andrea Gaviria Silguero (20 de junio de 1997), cómic que cobró cierta relevancia a nivel internacional, principalmente latinoamericano y que fue adaptado al cine en 2018 por Santiago Caicedo. Con une estilo de dibujo suelto y poco detallado, pero elástico y altamente reconocible, así como una escritura espontánea y poblada de gags visuales, Power Paola publicó otros cómics como "Por dentro" (2012), "Diario" (2013), "qp" (2014), y "Todo va a estar bien" (2015), además de folletos para exposiciones en museos como La Tertulia y una tira en la revista cultural Arcadia.
En el 2010 con Guiones, Dibujos y Color Digital de Fabian Tuñon Benzo, la Gobernación de Bolívar en la Conmemoración del Bicentenario de la Independencia publica Simón Bolívar, El Libertador, Cómic que narra Vida y Gesta Emancipadora del Genio de América, y SANTA CRUZ DE MOMPOX, Ciudad Valerosa y Benemérita de la Patria, Historietas ambas de género biográfico.
En el 2011 Fabian Tuñon Benzo publica CLINICA LAS PEÑITAS, Derechos y Deberes, cómic de uso interno y promocional para la clínica con sede en Sincelejo. En 2015 Fabian Tuñon Benzo es encargado para manejar la versión en cómic del videojuego "The World of Aluna", desempeñándose también como director de arte. Autores de este proyecto Antonio Hernández productor de videojuegos y su esposa, la actriz de Hollywood Paula Garcés. En 2018 Fabian Tuñon Benzo es contratado por la compañía Edgar Rice Burroughs para dibujar el título "The Tarzan Twins".http://tunonbenzo.com
SOFA 2011: en este evento de Corferias se vieron distintos estrenos de cómic colombiano como lo fueron los 3 cómics de La editorial de historietas asociadas con el cómic en línea: la saga Exo-gen (con 3 números), Doppler en el género de ciencia ficción y Pumaki 1 en el género humorístico. También estuvo el estreno de Exegesis por parte de avenegra.
Medellín 2003-2011: En Medellín desde febrero de 2003 se ha impreso una gacetilla de cómics llamada Robot, En ese entonces eran tres quienes iniciaban el proyecto que tenía más que ver con la divulgación de la historieta en Medellín. Es una hoja mensual impresa por ambos lados con un contenido en donde prima la historieta totalmente gratis. Además de esto, editorial robot ha publicado cómics de gran importancia para el desarrollo del noveno arte en Colombia como "El parque del Poblado" por Joni Benjumea, AKA Joni B, un cómic costumbrista en aguadas sobre las desventuras nocturnas de un grupo de amigos que se encuentran con un viejo amigo que vuelve de un viaje en las inmediaciones del parque que le da nombre al título, o las obras de Truchafrita, Álvaro Vélez, en las que destacan Comic confite, pequeñas aventuras en papel reciclado de colores de formato pequeño protagonizadas por animales antropomórficos y Cuadernos Gran Jefe, una serie de revistas en un formato más cercano al comic-book que mezcla fantasía, autobiografía y sátira social y política en forma de pequeños relatos que juegan con las posibilidades estilísticas y narrativas del cómic, usando 
Desde entonces y hasta los días que corren robot sigue existiendo y en su haber se encuentra un libro, por él se han pasado una gran cantidad de artistas del cómic de la ciudad y sigue creciendo, hay influido mucho a nuevas generaciones a ver el cómic con otros ojos y con acercamiento y a día de hoy ha inspirado al nacimiento de nuevas gacetillas en la ciudad a las que se han criticado de un excesivo parecido a robot pero que sin embargo tienen gran valor en el engrosamiento de la producción de cómics en la ciudad y son expresiones muy valiosas que están configurando géneros y lenguajes en la ciudad.

### Década de los 2010s y 2020s
Surgimiento de Colectivos, Autoedición y grupos editoriales independientes.
Altais Cómics
Colectivo Leche
Bogotá Comics
Cohete comics
Colectivo Comeek
Geek Attack Comics

#### Festival de cómics
A finales de los 2010s, exactamente el sábado 2 de abril del 2016, nace un festival, en la Biblioteca Pública Virgilio Barco de Bogotá. El evento contó con charlas, conversatorios y talleres sobre el cómic colombiano, además de una exposición de historietas y una venta de libros y fanzines.
El FICCO (Festival Independiente de Cómic Colombiano) es el nombre del festival, fue una oportunidad para que los fanáticos del cómic colombiano se reunieran y celebraran la diversidad y riqueza de este arte del país. El evento también fue una plataforma para que los artistas y creadores de cómics colombianos mostraran su trabajo al público y pudieran intercambiar ideas y experiencias.
El FICCO fue un éxito y se hace cada año. El evento fue un gran paso para el desarrollo del cómic colombiano y ayudó a posicionarlo como una forma de arte importante en nuestro país.

#### Catálogo de cómic colombiano
En el 2021, se origina la idea de hacer un catálogo digital de cómic colombiano por parte de Daniel José Penagos Dordevic, con el apoyo del director de FICCO: Santiago Suescún Garay. Una página donde se pueden registrar cómics de uso libre y gratuito para todos los artistas y autores del país. Finalmente, fue publicada en 2022 el sitio web ComicColombiano.com  donde se puede distribuir la búsqueda por Cómics, Personas y Editoriales, al igual que se pueden ver tanto las portadas como las redes sociales de los autores.
Entre los géneros que se pueden buscar hay: Fantástico, Aventuras, Ciencia Ficción, Comedia, Histórico, Romántico, Misterio, Terror, Político, Urbano, Superhéroes, Cotidiano, Espiritual, Antología, Fabula, Periodístico, y Adaptación. 
Algunas de las editoriales, colectivos y agrupaciones que se pueden encontrar son: GoUp Cómics, Surreal Cómics, Visual Comics, 1Studio Comics, Aluna Studios, Altais Cómics, y entre otros.

## Listado de historietas colombianas
| Título                    | Sinopsis | Periodo | Género             | Autor                                 |
| ------------------------- | --- | --- | ------------------ | ------------------------------------- |
| Tukano                    | Un niño huérfano de ciudad llega convertirse en el defensor de la naturaleza y los indígenas de la selva amazónica. Fue publicada en la revista Los Monos del periódico El Espectador.                                                                                   | 1981 - 1989 | Aventuras          | Jorge Peña                            |
| Los Cuidapalos            | Es la historia de un grupo de boy-scouts que protegen el medio ambiente. Fue publicada en los periódicos El Espectador y El País de Cali. | 1980 - 1986 | Comedia            | Jaime López                           |
| Nieves                    | Es la historia de una mujer joven afrodescendiente que es empleada doméstica y estudiante universitaria. Es publicada en el periódico El País de Cali. | 1968 - hasta la actualidad | Comedia            | Consuelo Lago                         |
| Zambo Dendé               | | | Aventuras          | Nicolás Rodríguez                     |
| Bogotá Masacre Zombie     | | | Terror             | Juan Pablo Silva Elías                |
| Dos Aldos                 | | | Ciencia Ficción    | Pablo Guerra y Henry Díaz             |
| Extraños en la Vía Láctea | | | Fantasía           | Diego Darío López Mera                |
| Querubín                  | | | Comedia            | Quiriam Javier Pinilla y Jorge Grosso |
| Copetín                   | | | Comedia            | Ernesto Franco                        |
| Carefukyou                | | | Comedia            | Luis Eduardo Tobón                    |
| El Drake                  | | | Comedia            | Pablo Guerra y Camilo Sánchez         |
| Los Marcianitos           | | | Comedia            | Efraím Monroy                         |
| Balita                    | | | Comedia            | León Octavio                          |
| Junior                    | Es la historia de un Chico de 13 años, que narra sus aventuras junto con personajes como el Científico Brayle, el Atleta Billy, la Tenista Natasha y los Trillizos de la Luna (Pod, Galaxya y Start). Un cómic que gira en torno al contexto adolescente y sus periplos. | Fue publicado en el periódico Santandereano Vanguardia Liberal, en una sección quincenal "Sardinos", desde el 6 de mayo de 1999 hasta septiembre de 2002. | Aventura y Comedia | Arlef Aparicio Padilla                |